# Adam Korytowski
Adam Korytowski, poljski general, * 27. julij 1886, Przemyślany, Avstro-Ogrska (danes Ukrajina), † 25. avgust 1942, Edinburg.